# Břeclav
Břeclav (Duits: Lundenburg) is een Tsjechische stad in de regio Zuid-Moravië, en maakt deel uit van het district Břeclav. Břeclav telt 25.716 inwoners (2006).
De Dyje (Duits: Thaya) stroomt door de stad.
De stad heeft enkele bezienswaardigheden waaronder het kasteel, de voormalige synagoge (1868), de neogotische Ontvangenis van Mariakerk in het stadsdeel Poštorná en de moderne Wenceslauskerk.

## Etymologie
De naam van de stad is afgeleid van hertog Břetislav I die het kasteel van de stad heeft laten bouwen. De Duitse naam van de stad, Lundenburg, komt van een Slavisch volk dat woonachtig was in de regio. Deze naam was in gebruik vanaf de Duitse bezetting in 1938 tot de bevrijding in april 1945.

## Sport
DE voetbalclub SK Tatran Poštorná komt uit de stad en speelde tussen 1995 en 2000 op het tweede niveau van Tsjechië. In 2012 hield de club na een fusie op te bestaan.

## Vervoer
Het treinstation van de stad is verbonden met binnenlandse steden zoals Brno, Praag en Ostrava en andere steden in andere Europese landen zoals Berlijn, Bratislava en Wenen. Het treinstation is sinds juni 1839 in gebruik.
De E65, ook wel de D2, doorkruist de stad in het noorden. Afslag 48 van de snelweg staat in verbinding met de stad.
Bavory ·
Boleradice ·
Borkovany ·
Bořetice ·
Brod nad Dyjí ·
Brumovice ·
Břeclav ·
Březí ·
Bulhary ·
Diváky ·
Dobré Pole ·
Dolní Dunajovice ·
Dolní Věstonice ·
Drnholec ·
Hlohovec ·
Horní Bojanovice ·
Horní Věstonice ·
Hrušky ·
Hustopeče ·
Jevišovka ·
Kašnice ·
Klentnice ·
Klobouky u Brna ·
Kobylí ·
Kostice ·
Krumvíř ·
Křepice ·
Kurdějov ·
Ladná ·
Lanžhot ·
Lednice ·
Mikulov ·
Milovice ·
Moravská Nová Ves ·
Moravský Žižkov ·
Morkůvky ·
Němčičky ·
Nikolčice ·
Novosedly ·
Nový Přerov ·
Pavlov ·
Perná ·
Podivín ·
Popice ·
Pouzdřany ·
Přítluky ·
Rakvice ·
Sedlec ·
Starovice ·
Starovičky ·
Strachotín ·
Šakvice ·
Šitbořice ·
Tvrdonice ·
Týnec ·
Uherčice ·
Valtice ·
Velké Bílovice ·
Velké Hostěrádky ·
Velké Němčice ·
Velké Pavlovice ·
Vrbice ·
Zaječí